# سد موتو شاه
سد موتو شاه (به انگلیسی: Moto Shah Dam) یک سد در پاکستان است که در مهمند، پاکستان واقع شده‌است.